# Henri de Massue
Henri de Massue, I conte di Galway, II marchese di Ruvigny (Parigi, 9 aprile 1648 – Bangor, 3 settembre 1720), è stato un militare britannico, ma di origine francese e di fede ugonotta che si pose al servizio dell'Inghilterra durante la Guerra dei Nove anni e la Guerra di successione spagnola.

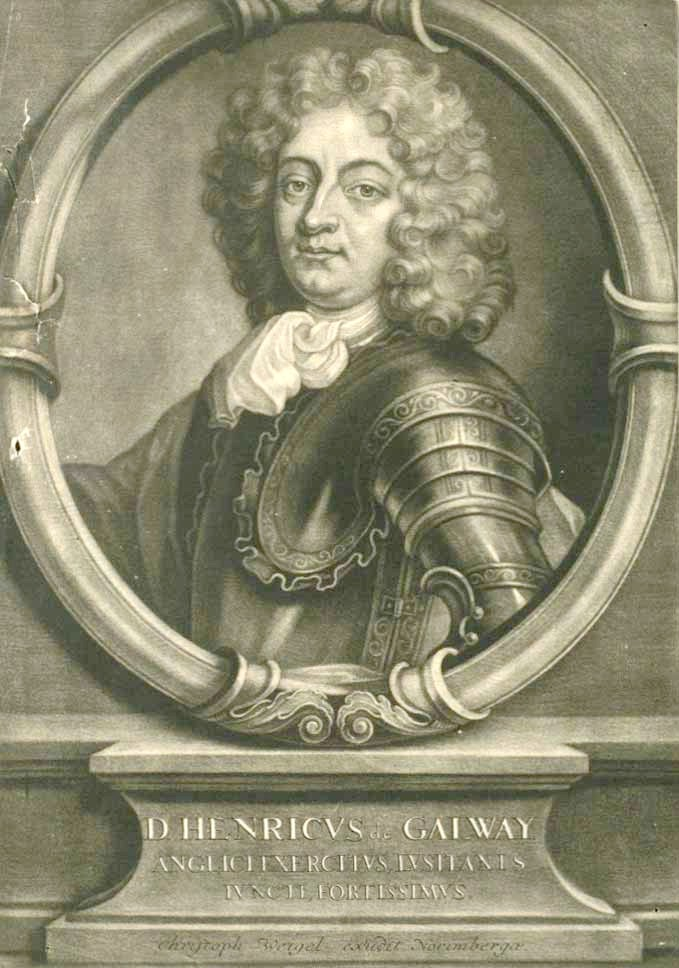
Henri de Massue

Figlio di Tancred de Massue, I marchese di Ruvigny, discendeva da un'antica famiglia aristocratica ugonotta d'origine alsaziana; la madre Rachel era figlia di William Russell, Lord Russell. Come soldato militò nell'esercito francese sotto il Turenne, che lo tenne in alta considerazione. Probabilmente a causa dei suoi collegamenti con il mondo inglese venne selezionato nel 1678 da Luigi XIV per tenere le trattative segrete per un trattato con Carlo II d'Inghilterra, una missione difficile che svolse con grande abilità. Successe a suo padre come Generale degli Ugonotti e rifiutò l'offerta di Luigi XIV, alla revoca dell'Editto di Nantes, di mantenerlo in quell'ufficio. Nel 1690 andando in esilio con ugonotti a lui fedeli si pose al servizio di Guglielmo III d'Inghilterra come maggior-generale, e poi rinunciò alle sue proprietà francesi.
Il 12 luglio 1691 si distinse alla battaglia di Aughrim e nel 1692 fu comandante in capo delle truppe in Irlanda e nel novembre di quell'anno fu creato visconte di Galway e Baron Portarlington, e ricevette molte proprietà private in Irlanda. Nel 1693 combatté e fu ferito alla Battaglia di Landen. Nel 1694 con il rango di tenente-generale fu mandato a capo delle truppe inglesi che si schierarono a fianco del duca di Savoia, Vittorio Amedeo II, contro i francesi e per aiutare i Valdesi nelle valli. I Savoia nel 1695 mutarono schieramento, la penisola italiana non fu più teatro di guerra e de Massu venne mandato nei Paesi Bassi. Dal 1697 al 1701, periodo critico per la storia irlandese, il conte di Galway (titolo ottenuto nel 1697) ebbe in pratica il pieno controllo dell'isola e fu Lord Justice of Ireland. Dopo alcuni anni passati in pensione, venne nominato nel 1704 come comandante delle forze alleate nel Portogallo, mansione che svolse con onore e successo fino alla battaglia di Almansa nel 1707, dove Galway, nonostante l'impegno e l'abilità impiegata, venne decisivamente sconfitto dal duca di Berwick. Suo aiutante di campo fu Hector Francois Chataigner de Cramahé.
Galway recuperò un esercito fresco e, anche se infermo, fu confermato al suo posto dal governo inglese. Dopo la partecipazione ad una nuova campagna militare ed essersi ancora una volta distinto, abbandonò la vita militare attiva. L'ultimo servizio alla Corona che offrì fu nel 1715, quando venne mandato in Irlanda durante l'insurrezione giacobita. La maggior parte delle sue proprietà in Irlanda venne restituita ai suoi ex proprietari e tutte le sue proprietà francesi molto prima gli erano state confiscate, ma il Parlamento votò per lui una pensione di 1500 sterline l'anno. Morì celibe ed i titoli inglesi si estinsero con  lui.